# Achille Denis
Pour les articles homonymes, voir Denis.
Henri Louis Achille Denis, né à Liège en 1817 et mort le 29 octobre 1889 à Courbevoie, est un journaliste et critique de théâtre français.

## Biographie
Secrétaire du directeur du Théâtre de l'Opéra-Comique de 1849 à 1871, il est le fondateur du journal L'Entr'acte et de la Revue et gazette des théâtres dont il est le rédacteur en chef jusqu'au 13 août 1848 date à laquelle certains des membres de la Gazette font scission pour former le Messager des Théâtres. 
Il est à l'origine de la révision des statuts de l'Association des artistes dramatiques initiée par Eugène Pierron et que le gouvernement approuve.
En septembre 1853, Zacharias Dollingen lance La Gazette, sous la forme d'un numéro spécimen tiré à 3 000 exemplaires, avec Achille Denis, mais l'opération n'a pas de suite.
Il meurt le 29 octobre 1889 en son domicile à Courbevoie.